# 鉄砲玩具
鉄砲玩具（てっぽうがんぐ）とは、鉄砲を模して造られた遊び道具。鉄砲の形状をしているだけのものから、弾丸を発射できるのみならず銃声が鳴るものや火薬を搭載したものまである。素材は竹、木、セルロイド、ゴム、ベークライト、プラスチックなど多岐に渡る。

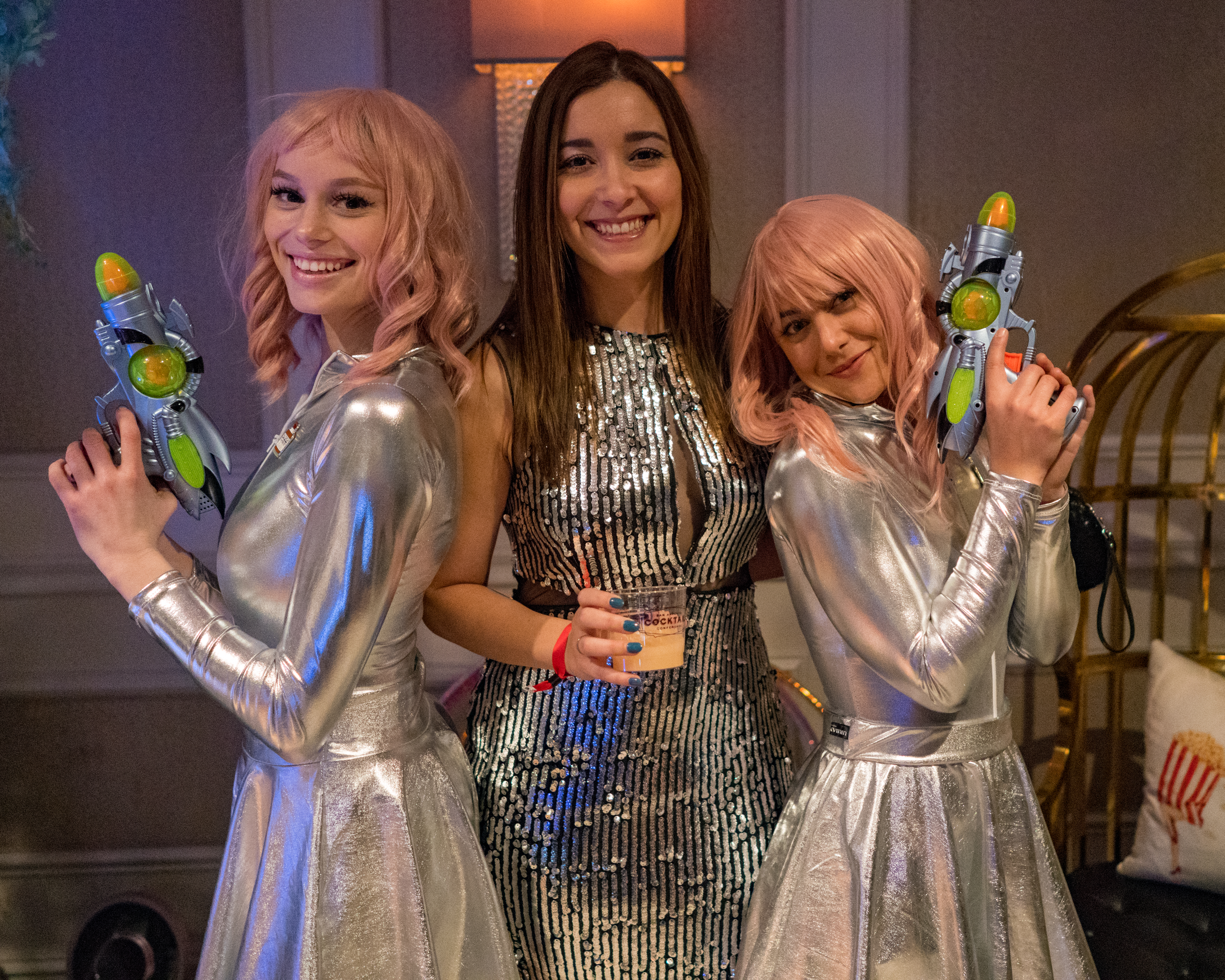
おもちゃの銃を持つ女性

## 概要・歴史
鉄砲玩具の製造が始まったのは江戸時代中期以降である。
江戸時代の鉄砲玩具は、多くが竹製であった。筒の中に紙で造った飛礫や杉の芽などを入れ、勢いを付けて押し出し、弾丸として発射する構造の鉄砲玩具が製作され、山吹の髄を用いる「山吹鉄砲」、紙玉を用いる「紙玉鉄砲」、竹弓で豆を弾き出す「豆鉄砲」などがあった。豆鉄砲は明治時代初期に子供達の間に広く浸透した。

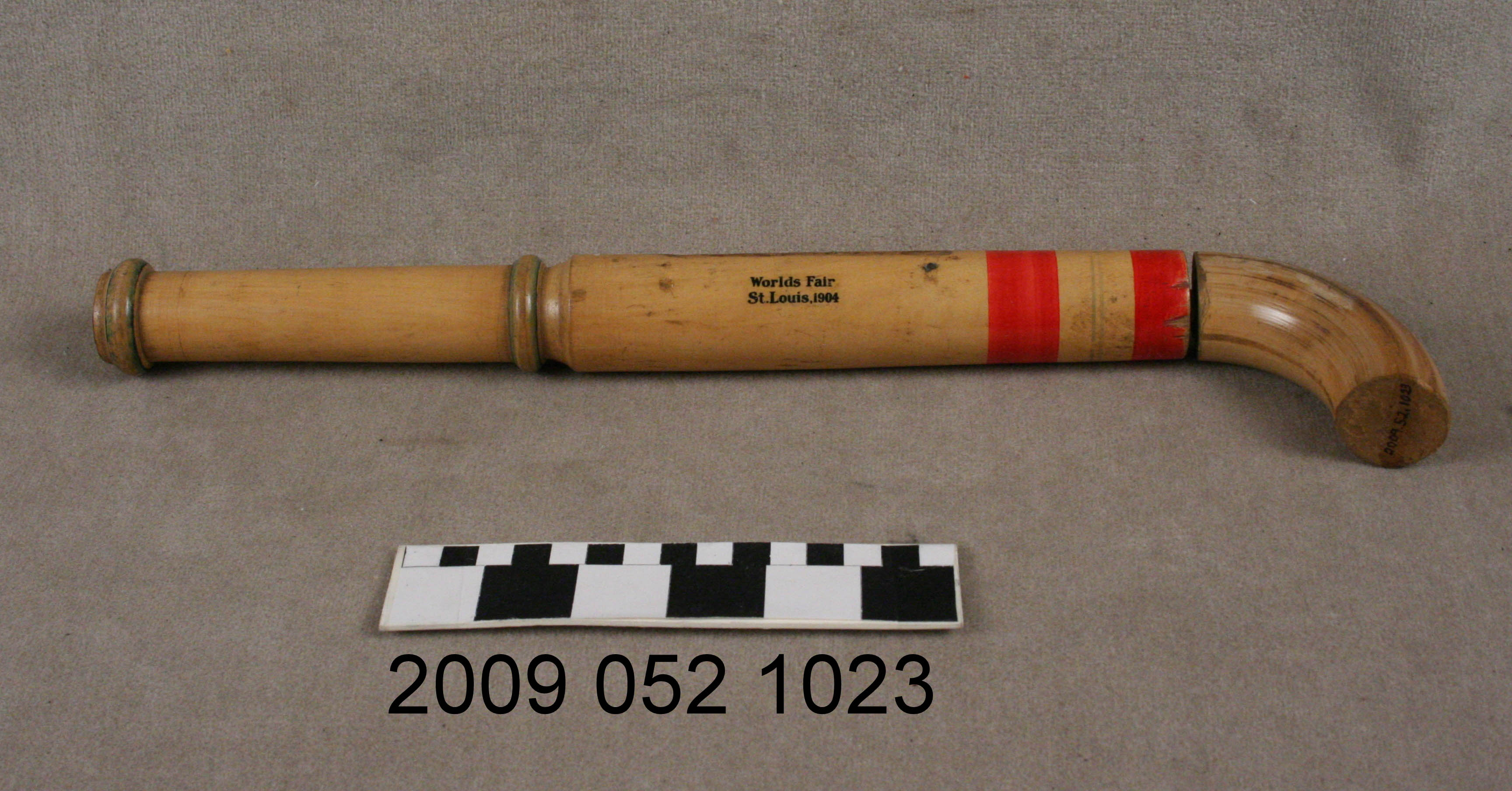
ポンポン鉄砲(1904年)

明治時代、大正時代になると、木製、金属製の鉄砲が主流を占めるようになる。木製の鉄砲玩具としては、銃の形だけを模した「台銃」、コルク栓を糸紐で木筒の中の心棒に結びつけ、心棒を押して発射する「ポンポン鉄砲（コルク銃とも）」などがあった。ポンポン鉄砲は、箱根や大宰府など、木製玩具産地で製造され、土産物として子供達に買われ、愛用された。また山梨県南巨摩郡早川町の集落では、男子が生まれた家に祝福の為にヌルデやキリで造った木製の鉄砲玩具を贈与する風習があった。
1887年（明治20年）には、村田経芳が発明した村田銃が玩具化され、日清戦争前後には、スプリングが内蔵されたコロップ銃、引き金を引く度に弾丸が発射される「連発銃」、鋳物製の「鋳物ピストル」「中折れ短銃」、針金細工の小型の鉄砲玩具である「針金ピストル」などが登場、日露戦争後には空気銃が造られるようになった。
これらの品は露店や玩具店で売られ、日露戦争の後の風潮もあって射的が流行していたことも相まって、少年達に愛用された。
明治後期になると、緻密な造りの鉄砲玩具が登場する。紙の火薬を鉄板との摩擦で発火させて射撃する発火銃、引き金が無く、パイプの横側にある溝を操作して発射する「引っ掛け銃」、筒から抜くことでサーベルになる「サーベル銃」など、さらに構造に工夫が凝らされるようになる。1907年（明治40年）には、大阪で百連発式の鉄砲玩具が製作された。
大正時代に入ると、西部劇の映画が流行したことを反映して、西部劇のガンマン達が使用した銃を模した「カウボーイ銃」が登場した。他にも、バネの仕掛けによって引き金を引く度に銃声がなる「無限銃声装置」や、銃口部分に設置された発火石をやすり板と摩擦させて作動する発火装置を組み込んだものが考案された。関東大震災後には、弾丸が的に付着する仕組みになっている「吸い付き銃」が登場した。大正時代に製作された鉄砲玩具の多くは、基本としてスプリングを内蔵していた。
昭和時代に入ると、「中折れ二連銃」などの鉄砲玩具が登場したが、それらの多くは明治、大正時代の鉄砲玩具の構造を引き継ぎ、俄かに応用、発展させたものに止まり、新型の鉄砲玩具は登場しなかった。これについては、新式の銃が軍に採用されなかったことが背景にあると考えられる。昭和期の鉄砲玩具は軍国主義を称揚する風潮が反映され、発火装置、銃声機能が搭載された鉄砲玩具が人気を博した。

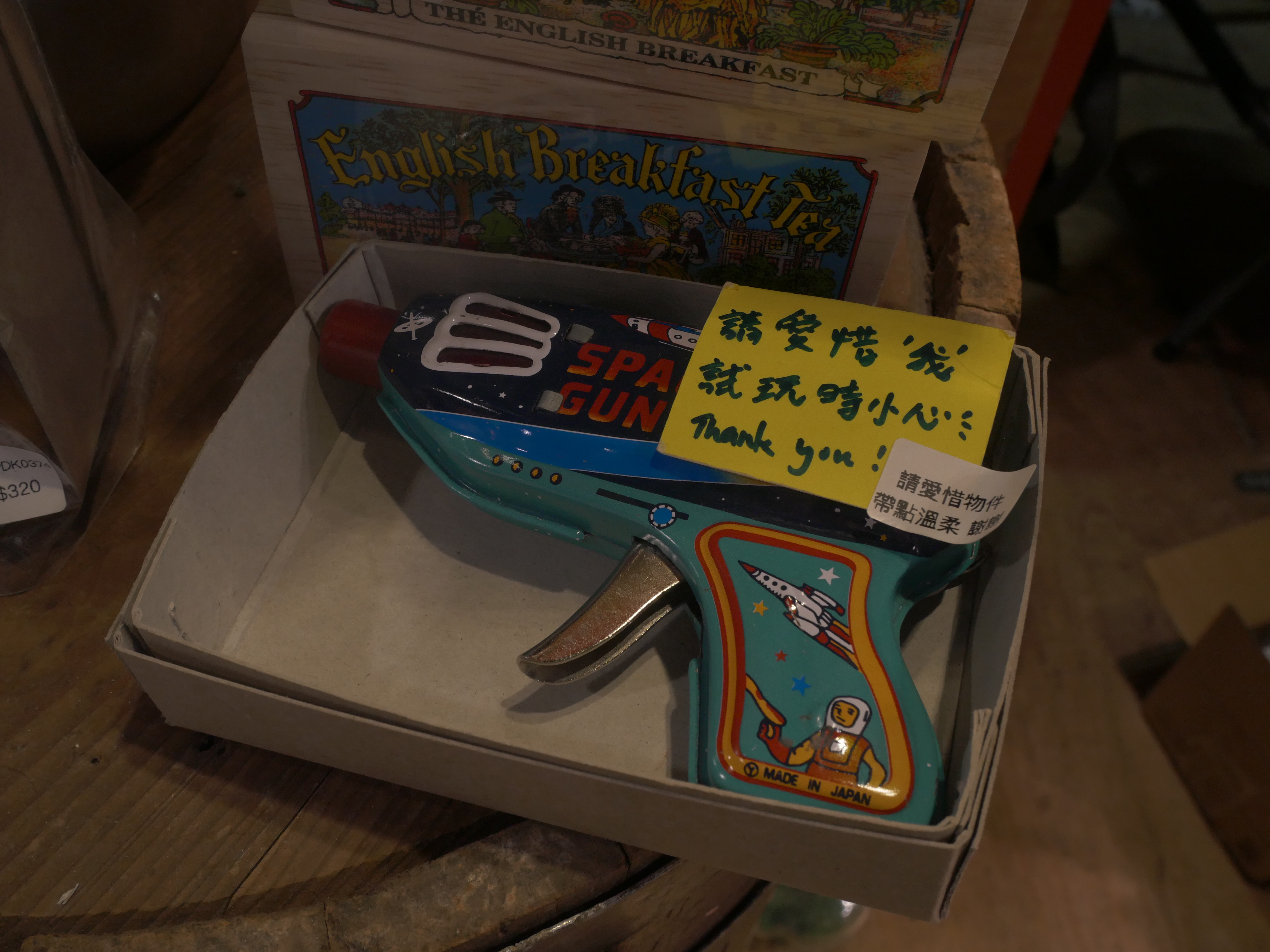
日本のおもちゃの銃

終戦後になっても、鉄砲玩具の人気は衰微することはなかったが、1951年（昭和26年）から1952年（昭和27年）の戦争玩具追放運動や、少年犯罪防止の観点からの規制など、戦後の風潮によって抑圧を受けた。それでもなお、西部劇やスパイ映画の人気の影響もあって、世界の様々な銃器を模した玩具が造られた。技術面でも洗練され、実物に近い印象を見せるものが造られる傾向が見られた。1965年（昭和40年）には、「21インチダブルバレルガン」「21インチスモーキングオートマチックキャップライフル」が、財団法人日本輸出玩具登録教会の金賞、銀賞を受賞した。